# Rossenowo (Oblast Burgas)
Rossenowo (auch Rosenovo, oder Rossenovo, bulgarisch Росеново) ist ein Dorf in der Gemeinde Sredez in der Oblast Burgas im Südosten Bulgariens. Das Dorf liegt im Strandscha-Gebirge, rund 8 km südlich vom Gemeindezentrum Sredez und ca. 35 km westlich der Provinzhauptstadt Burgas.

## Geschichte
Nach der Befreiung Bulgariens vom Osmanischen Reich wurde das Dorf von den hier lebende Tscherkessen verlassen und in den nächsten Jahrzehnte von bulgarischen Flüchtlingen aus Thrakien im heutigen Norden von Griechenland und der Türkei (siehe Thrakische Bulgaren) besiedelt. Das Dorf trug den Namen Gerge bunar (bulgarisch Герге бунар). Die Konzentration von Flüchtlingen und die Nähe der osmanischen Grenze führte dazu, dass im Vorfeld des Ilinden-Preobraschenie-Aufstands (1903) in Ostthrakien Burgas eine wichtige logistische Basis der BMARK wurde. Bei Gerge bunar wurden Ausbildungscamps, Waffen- und Proviantlager angelegt. Nach dem Aufstand wurden dart Flüchtlingslager eingerichtet.
1934 wurde das Dorf zu Ehren des Schriftstellers Petko Rossen in Rossenowo umbenannt. Im Volksrepublik Bulgarien gehörte Rossenowo zum Militärischen Sperrbezirk, der die bulgarisch-türkische Grenze umschloss. Das Betreten des Dorfes war nur mit einer Genehmigung des Militärs und der Bezirkspolizei möglich.
1997 wurde im Dorf die Weinkellerei Chateau Rossenovo gegründet.

## Persönlichkeiten
- Petko Rossen (1880–1944), bulgarischer Schriftsteller
- Prodan Gardschew (1936–2003), Ringer und bulgarischer Olympiasieger